# Casearia lobbiana
Casearia lobbiana är en videväxtart som beskrevs av Porphir Kiril Nicolai Stepanowitsch Turczaninow. Casearia lobbiana ingår i släktet Casearia och familjen videväxter. Inga underarter finns listade i Catalogue of Life.